# Distretto di Twifo-Heman-Denkyira Inferiore
Il distretto di Twifo-Heman-Denkyira Inferiore (ufficialmente Twifo/Heman/Lower Denkyira District, in inglese) è un distretto della regione Centrale del Ghana.